# Jusiyah al-Amar
Jusiyah al-Amar (en árabe: جوسية العمار‎), o simplemente Jusiyah, es una aldea siria ubicada en el distrito de Al-Qusayr, en la gobernación de Homs.  De acuerdo con la Oficina Central de Estadísticas de Siria (CBS), Jusiyah al-Amar tenía una población de 3.447 en el censo de 2004.